# Sennius peruanus
Sennius peruanus là một loài bọ cánh cứng trong họ Bruchidae. Loài này được Pierce miêu tả khoa học năm 1915.